# The Kush
Albums de Havoc
Hidden Files
(2009)
Singles
1. I'm the Boss
Sortie : 14 août 2007

The Kush est le premier album studio d'Havoc, également membre, avec Prodigy, du groupe Mobb Deep, sorti le 18 septembre 2007.
Bien que Mobb Deep soit signé chez G-Unit Records, cet album est sorti sur le label Nature Sounds.

## Liste des titres
| No  | Titre                                   | Contient un (des) sample(s) de | Durée |
| --- | --------------------------------------- | ------------------------------ | ----- |
| 1.  | NY 4 Life                               | End of an Odyssey d'Eloy       | 3:24  |
| 2.  | I'm the Boss                            |                                | 2:39  |
| 3.  | By My Side (featuring 40 Glocc)         |                                | 3:01  |
| 4.  | One Less Nigga                          |                                | 3:30  |
| 5.  | Ride Out (featuring Nyce da Future)     | Giant d'Eloy                   | 4:32  |
| 6.  | Balling Out (featuring Un Pacino)       |                                | 2:45  |
| 7.  | What's Poppin' Tonite                   |                                | 3:04  |
| 8.  | Class By Myself (featuring Nitti)       |                                | 2:44  |
| 9.  | Set Me Free (featuring Prodigy et Nyce) | Child Migration d'Eloy         | 4:52  |
| 10. | Be There                                |                                | 3:38  |
| 11. | Hit Me Up (featuring Un Pacino)         |                                | 2:29  |
| 12. | Get Off My Dick                         |                                | 2:50  |